# EC Engineering
EC Engineering (w skrócie ECE) – przedsiębiorstwo z siedzibą w Krakowie działające w branży kolejowej, lotniczej, oraz motoryzacyjnej. Zatrudnia ponad 150 inżynierów, którzy zajmują się m.in. projektowaniem pojazdów szynowych oraz symulacjami komputerowymi. Dwa zakłady zlokalizowane w Podłężu (powiat wielicki) oraz Mielcu produkują narzędzia, pantografy oraz inne elementy dla przemysłu kolejowego i lotniczego.
Przedsiębiorstwo posiada status Centrum Badawczo-Rozwojowego nadany przez ministra gospodarki w 2009 roku.

## Historia

### Geneza
20 kwietnia 1998 Tadeusz Uhl, profesor Akademii Górniczo-Hutniczej, założył przedsiębiorstwo Energocontrol powstałe z połączenia spółek cywilnych Vibrocontrol i Controlsoft. Początkowo zatrudniało ono 8 osób oraz realizowało projekty w sektorze energetyki.
W 2000 r. w spółce utworzono dział projektowania konstrukcji mechanicznych, który zajmował się głównie pojazdami szynowymi. Pierwszym zadaniem tego działu było wykonanie projektu tramwaju Alstom Citadis 100 w technologii 3D. Rok później natomiast opracowano pierwszy kompleksowy projekt pojazdu, którym był autobus szynowy typu 213M. W 2003 zaprojektowano 500 części do samolotu Airbus A380, natomiast w 2004 rozpoczęto współpracę z Newagiem.
W lutym 2005, po przekroczeniu zatrudnienia 100 osób, Energocontrol przeszedł reorganizację i na jego bazie powstała grupa przedsiębiorstw, których większościowym właścicielem został Energocontrol. W skład tej grupy weszła wówczas spółka EC Engineering, którą utworzono z ówczesnego Oddziału Projektów, Badań i Rozwoju. Wówczas 75% jej udziałów należało do Energocontrolu. Jej pierwsza siedziba mieściła się przy ul. Powstańców 25A w Krakowie i jeszcze w tym samym roku została ona przeniesiona na ul. Lublańską 34.

### Działalność

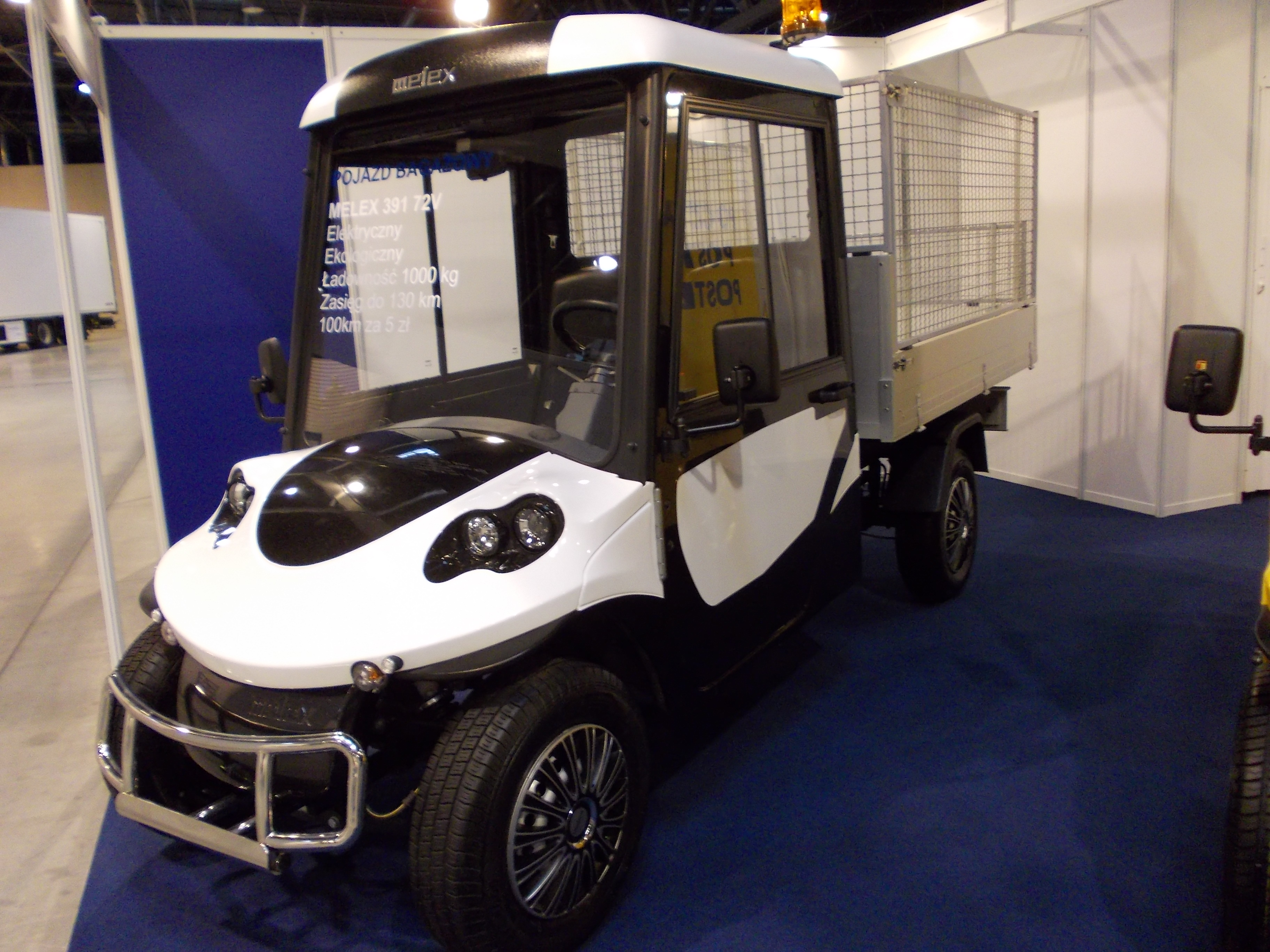
Nowe nadwozie Melexa według projektu ECE

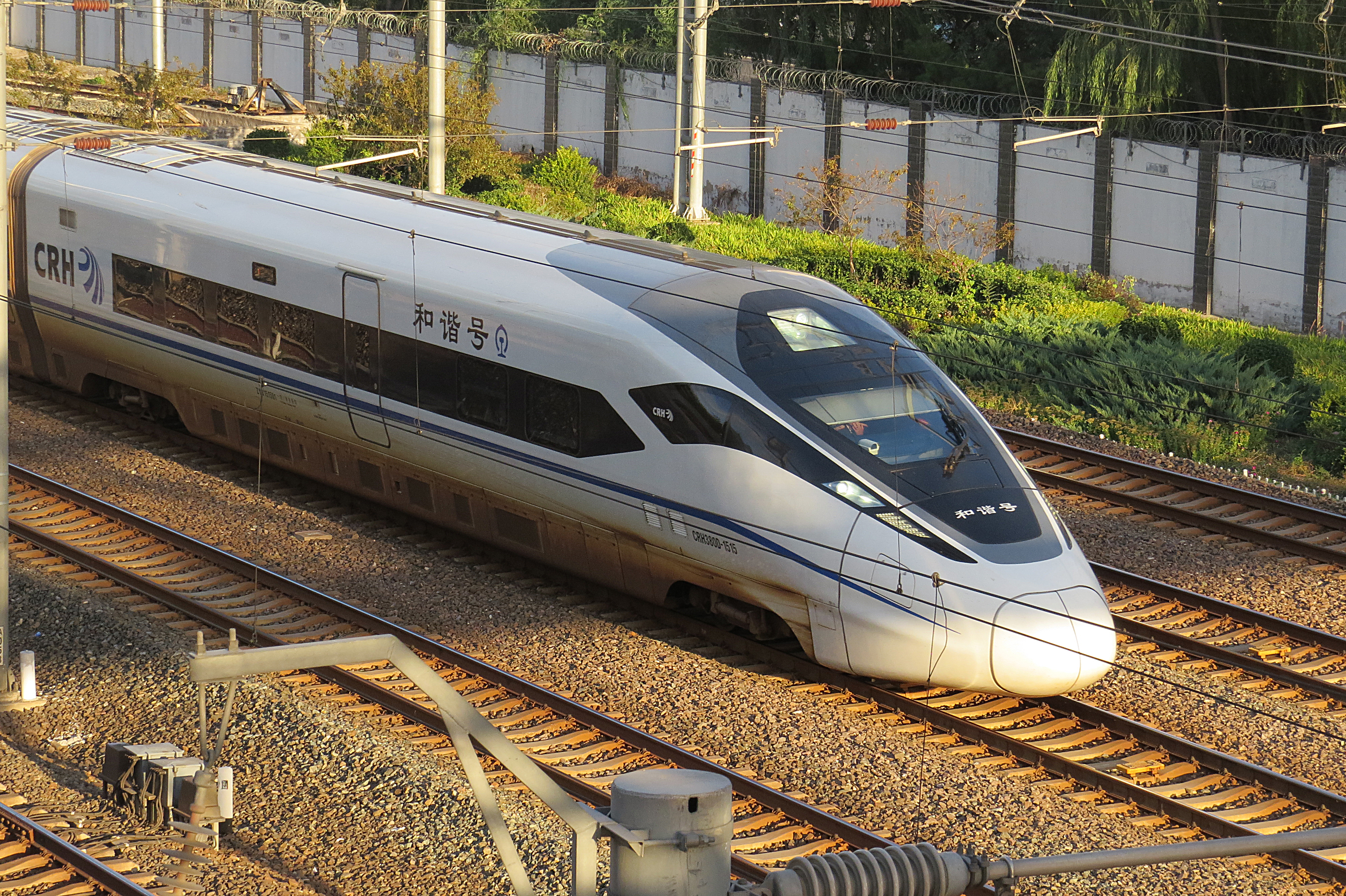
Pociąg dużych prędkości Bombardier Zefiro zaprojektowany przy współudziale ECE

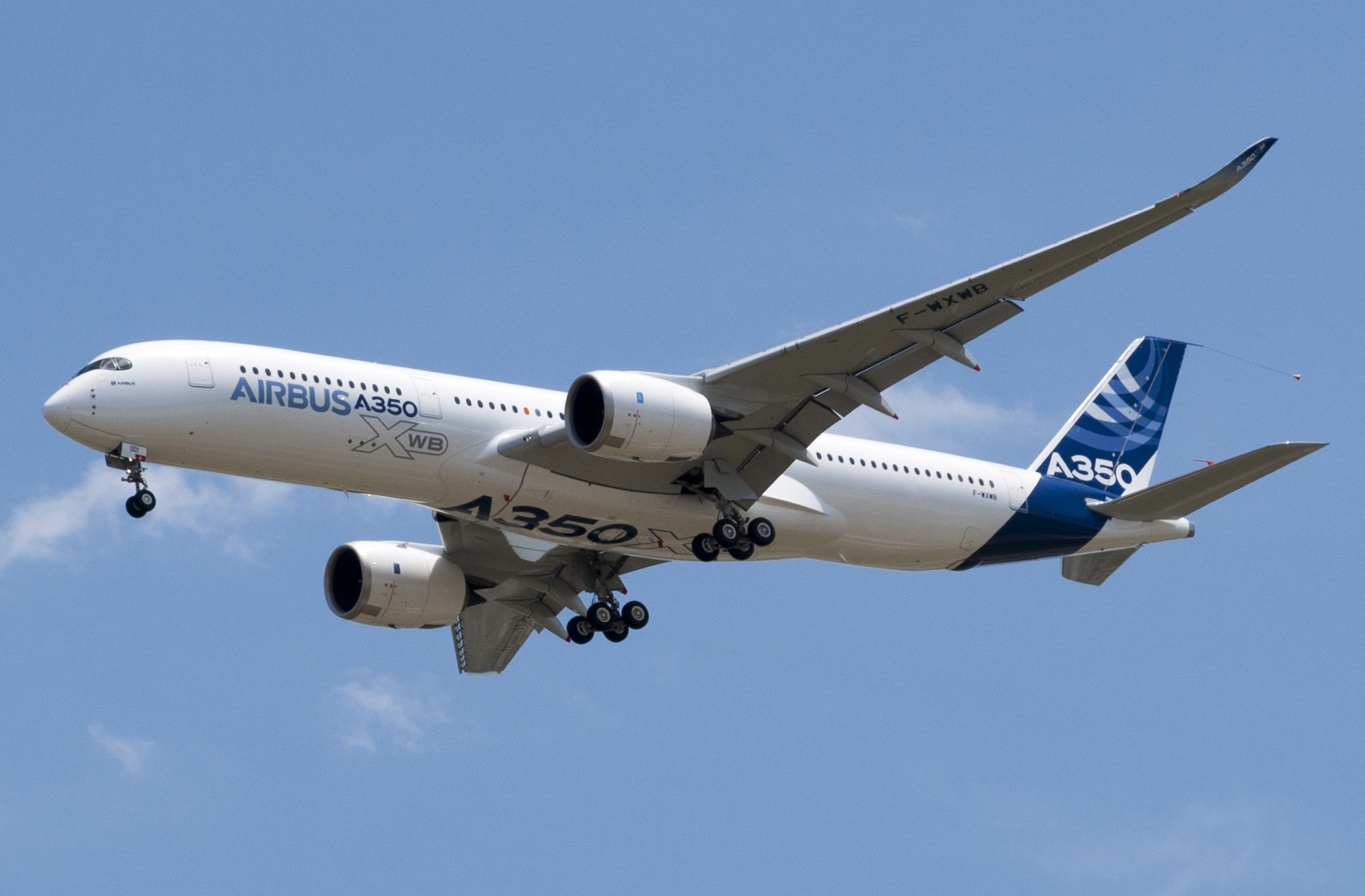
Samolot Airbus A350, którego projekt współtworzyło ECE

W 2005 r. EC Engineering wykonał dla Newagu kompletny projekt EZT typu 14WE, a rok później również koncepcję pociągu papieskiego bazującego na tym pojeździe. W 2006 r. biuro opracowało także nową zabudowę silnika i elementów trakcyjnych trolejbusu Solaris Trollino oraz cały tramwaj typu 123N dla HCP-FPS. Wówczas rozpoczęto również współpracę z Bombardier Transportation.
W 2007 r. przedsiębiorstwo wykonało kompleksowy projekt mechaniczny tramwajów typów od 119N do 122N z rodziny Tramicus i opracowało wygląd tramwaju Moderus dla Modertransu, a także zaprojektowało kabinę i wygląd lokomotywy typu 311D dla Newagu oraz wykonało kompleksowy projekt lokomotywy E6ACT dla ZNLE Gliwice. W tym roku rozpoczęto także prace nad EZT typu 19WE oraz nową stylistyką wózka elektrycznego marki Melex. W lipcu 2007 spółka otworzyła swą filię przy ul. Żurawiej w Warszawie.
1 czerwca 2008 stosowane wówczas nazwy Energocontrol i Grupa Energocontrol zostały zastąpione przez nazwę EC Grupa oraz wdrożona została spójna identyfikacja wizualna dla wszystkich spółek tej grupy. Należało do niej wówczas 8 przedsiębiorstw, z których EC Engineering było największe. W tym samym roku ECE wykonało dla Protramu projekt członu wiszącego i analizy numeryczne całości konstrukcji tramwaju 205WrAs oraz wizualizację tramwaju typu 206WrAs, a także kompleksowy projekt mechaniczny Solarisa Tramino typu S100. Również w 2008 biuro przeprowadziło pierwszą modernizację pantografu, po czym rozpoczęło prace nad własnym modelem urządzenia tego rodzaju. Rok później wykonano prototyp niesymetrycznego odbieraka typu 160EC, który był pierwszym polskim pantografem wykonanym od lat 80.
18 sierpnia 2009 minister gospodarki Waldemar Pawlak nadał przedsiębiorstwu status centrum badawczo-rozwojowego. W tym samym roku spółka przyłączyła się do prac nad projektem pociągu dużych prędkości Bombardier Zefiro 380 dla Chin oraz ukończyła projekt taboru dla linii 12 szanghajskiego metra.
Na początku stycznia 2010 przedsiębiorstwo rozpoczęło prace nad SZT typu 220M i 221M. W połowie tego roku zakłady Newag opuścił pierwszy egzemplarz lokomotywy typu 15D zaprojektowanej przez biuro, a pod koniec 2010, po serii badań i testów oraz uzyskaniu świadectwa Urzędu Transportu Kolejowego, przystąpiono do seryjnej produkcji pantografu kolejowego 160EC. W grudniu 2010 spółka zatrudniała 93 osoby.
W styczniu 2011 spółka opracowała koncepcję lokomotyw z rodziny Griffin i EZT typu 35WE, po czym kontynuowała projektowanie tych pojazdów. W tym samym roku zaczęło także opracowywać projekt mechaniczny konstrukcji prototypowego tramwaju Nevelo oraz ukończono projekt EZT dla KVSZ, dzięki czemu przedsiębiorstwo rozpoczęło współpracę z rynkiem wschodnim. 1 października 2011 EC Engineering przeniosło swoją siedzibę na ul. Opolską 100 w Krakowie, a także otworzyło swój oddział w Ostrawie w Czechach. Zatrudnienie przedsiębiorstwa wynosiło wówczas 137 osób.
Na początku 2012 r. rozpoczęto seryjną produkcję pantografu tramwajowego 70EC. W tym samym roku przedsiębiorstwo wprowadziło do swojej oferty również toaletę próżniową dla taboru kolejowego o nazwie EC-VAC oraz rozpoczęło dostawy oprzyrządowania produkcyjnego dla Alstom Transport. Ze struktur spółki wydzielony został dział zajmujący się lotnictwem. Zatrudnienie w tym roku wynosiło 180 osób.
19 lutego 2013 EZT typu 31WE zaprojektowany przez EC Engineering oraz wyposażony w pantograf 160EC wyprodukowany przez to przedsiębiorstwo przekroczył podczas testów prędkość 210 km/h, ustanawiając tym samym rekord prędkości polskiego taboru na polskich torach oraz czyniąc z odbieraka 160EC pierwszy polski pantograf, który pracował przy takiej prędkości. W 2013 również powstał pierwszy egzemplarz SZT typu 222M według projektu krakowskiego biura, a także biuro to uczestniczyło w projektowaniu samolotów z rodzin Airbus A320 i Airbus A350. W październiku 2013 w spółce zatrudnionych było 225 osób.
W 2014 zakład produkcyjny w Mielcu, który wywodził się z PZL Mielec i od maja 2012 należał do EC Grupy, został przejęty przez EC Engineering od spółki EC AvioTech. W tym samym roku pantograf kolejowy 160EC otrzymał certyfikat zgodności z TSI, przygotowano zmodyfikowaną wersję pantografu tramwajowego 70EC dla rynków wschodnich oraz ukończono projektowanie wraz z Solarisem tramwaju Tramino typu S111o dla Olsztyna. 1 kwietnia 2014 przedsiębiorstwo w konsorcjum z Akademią Górniczo-Hutniczą rozpoczęło projektowanie systemu odbierania energii elektrycznej dla autobusu elektrycznego, pantografu tramwajowego 120ECI oraz pantografu kolejowego 200EC. Pod koniec 2014 przedsiębiorstwo zatrudniało 230 osób.
W 2015 r. ECE współpracowało z Newagiem przy projektowaniu EZT typu 39WE. W kwietniu tego roku spółka pozostawała największą w EC Grupie i zatrudniała 250 osób, z których ponad 150 było inżynierami. W czerwcu natomiast przedsiębiorstwo podpisało umowę na dostawę zakładom Alstom Konstal stanowisk montażowych i przyrządów służących do podmontażu, które zostaną przez te zakłady wykorzystane do budowy pociągów metra dla Rijadu.
Na początku kwietnia 2016 przedsiębiorstwo rozpoczęło eksport odbieraków 70EC do Rumunii. Na początku czerwca tego roku, po pojawieniu się problemów z ramami wózków w zmodernizowanych przez Newag zespołach serii EN57AKŚ eksploatowanych przez Koleje Śląskie, EC Engineering wraz z Politechniką Krakowską opracował dokumentację naprawczą dla tych jednostek. W lipcu pantograf tramwajowy typu 120EC był testowany przez Tramwaje Warszawskie oraz gotowy do produkcji seryjnej po tym jak uzyskał od Instytutu Gospodarki Przestrzennej i Mieszkalnictwa zaświadczenie o dopuszczeniu do eksploatacji. W sierpniu poinformowano o wiążących się z zamiarem poszerzenia produkcji planach budowy hali produkcyjnej oraz zaplecza biurowego w Podłężu na terenie podstrefy specjalnej strefy ekonomicznej Krakowski Park Technologiczny.
1 stycznia 2017 siedziba EC Engineering została przeniesiona na ul. Jasnogórską 9.
W 2017 roku wprowadzono nowy produkt – odbierak do prądu dla autobusów elektrycznych o nazwie Ride&Charge. Projekt zrealizowany został w ramach przedsięwzięcia „InnoTech”, współfinansowanego przez Narodowe Centrum Badań i Rozwoju.
Pod koniec stycznia 2018 spółka dostarczyła tysięczny pantograf 160 EC.
Od 2014 r. EC Engineering współpraco z Alstom Transport przy budowie Kolei Dużych Prędkości TGV. Krakowska firma dostarcza stanowiska do produkcji części podwozia, ścian i szkieletu pociągu.
W 2018 roku pantograf 120ECI pozytywnie przeszedł testy w Krakowie, Poznaniu, Aglomeracji Śląskiej i Budapeszcie. Pantograf może być montowany na pojazdach osiągających prędkość 120 km/h. W 2019 roku pantografy 120ECI trafiły do tureckiego klienta – firmy Durmazlar, która zamówiła w Polsce 24 tramwaje niskopodłogowe.

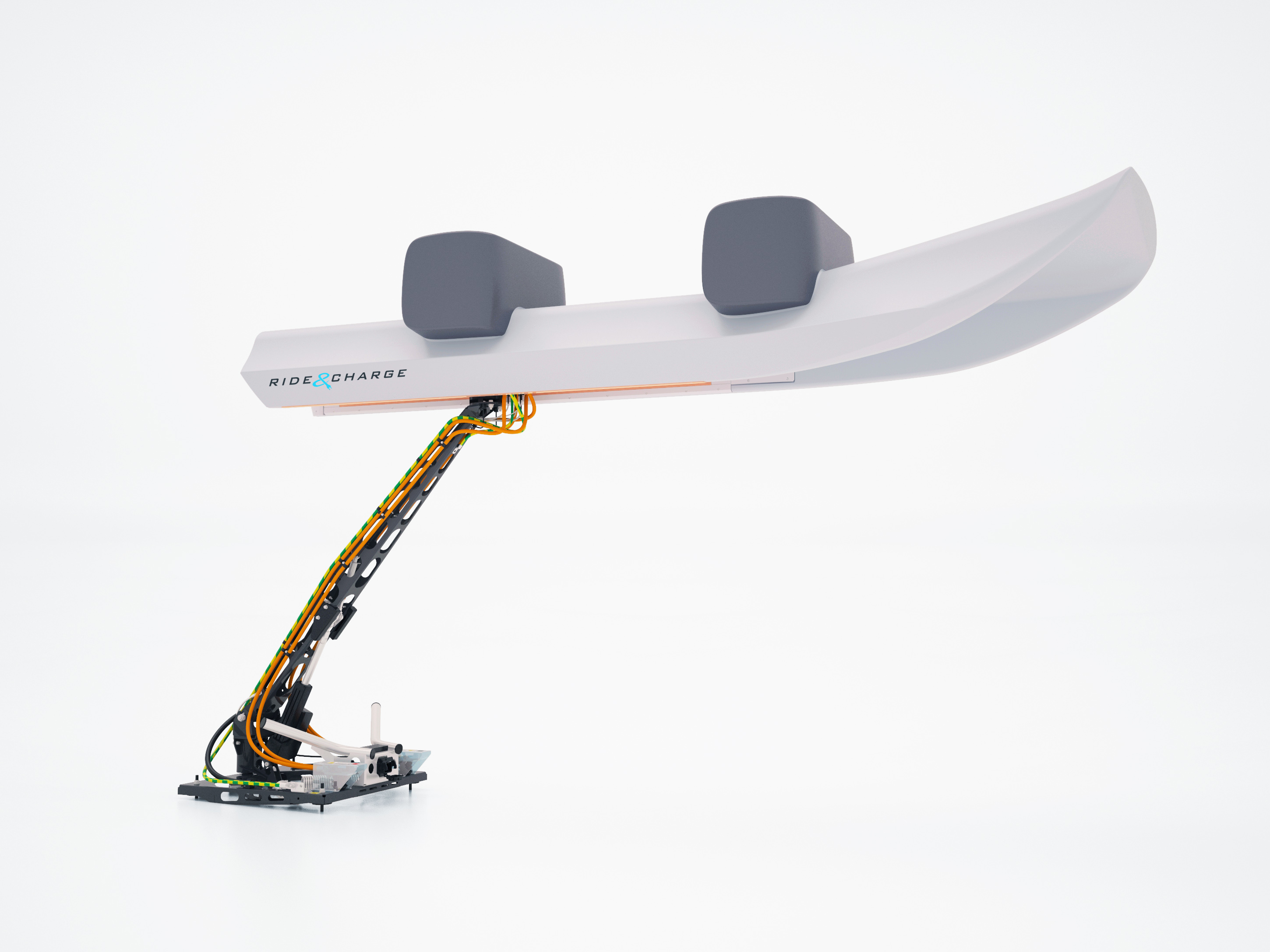
System ładowania autobusów elektrycznych Ride&Charge

W 2020 roku system szybkiego ładowania autobusów elektrycznych Ride&Charge był sprzedawany już w 4 krajach.
W 2021 roku na ulice Warszawy wjechały pierwsze ze 123 zamówionych przez miasto tramwajów. Spółka EC Engineering miała swój wkład w ten największy w historii Polski kontrakt na tabor tramwajowy. Prace projektowe rozpoczęto w 2019 roku. Spółka zaprojektowała znaczną część tramwaju oraz dostarczyła komponenty takie jak pantografy, czy wycieraczki.
W 2021 roku EC Engineering podjęło współpracę z malezyjską firmą SMH Rail, dotyczącą produkcji lokomotywy przeznaczonej na rynek afrykański. Wykonano symulacje komputerowe CAE. Na ich podstawie oceniono wytrzymałość konstrukcyjną i zmęczeniową konstrukcji pudła oraz ramy wózka. Elementy wózka, takie jak kompletny zestaw kołowy, maźnica i sprężyny, zostały również zweryfikowane. Ponadto inżynierowie przeprowadzili pełen zakres symulacji dynamiki pojazdów wieloobiektowych.

## Usługi i produkcja

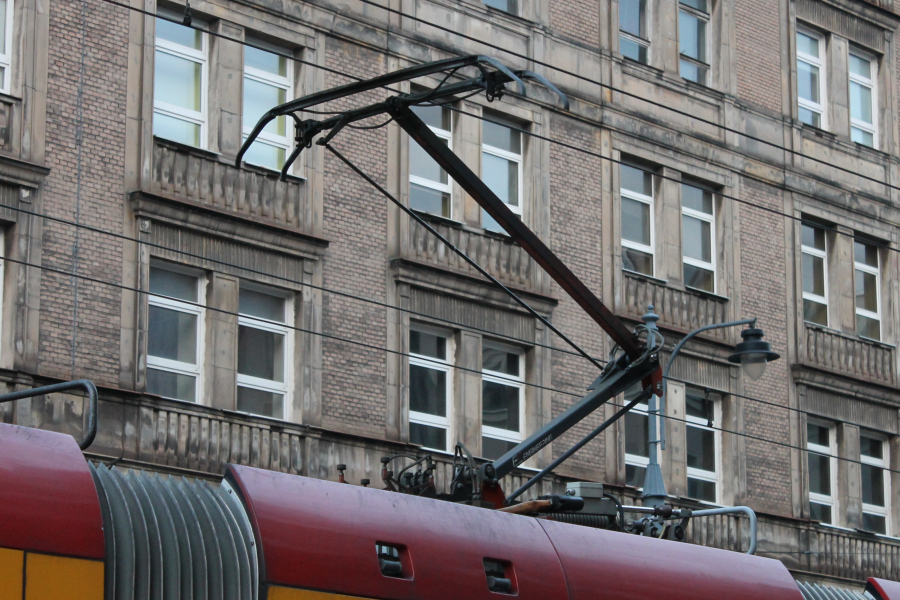
Pantograf tramwajowy typu 70EC

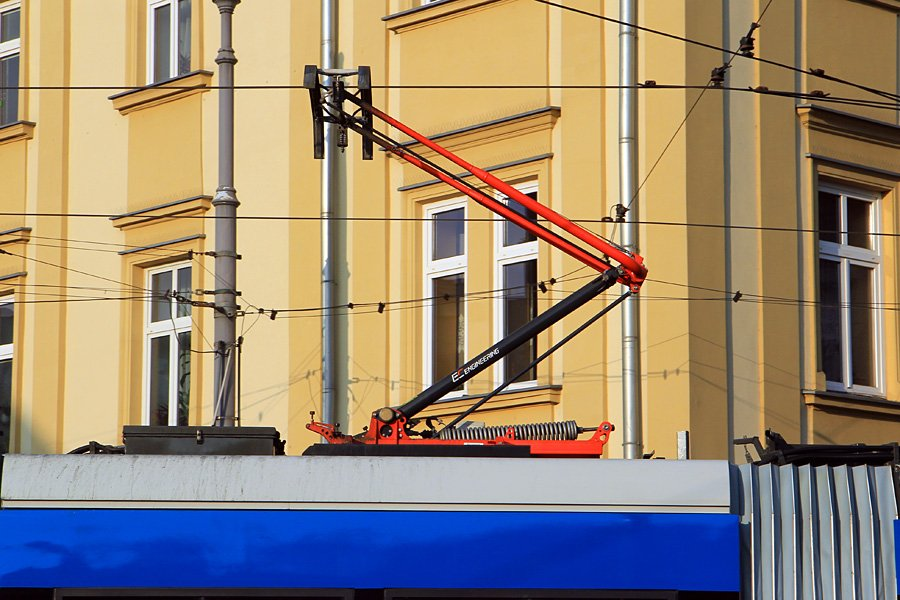
Pantograf tramwajowy typu 120ECI

EC Engineering świadczy usługi dla przemysłu kolejowego, lotniczego i motoryzacyjnego, a ponadto zajmuje się sprzedażą oprogramowania i produkcją. Przedsiębiorstwo dysponuje dwoma zakładami produkcyjnymi. Zakład zlokalizowany w Podłężu zajmuje się produkcją pantografów kolejowych i tramwajowych, toalet próżniowych EC-VAC oraz ładowarek autobusowych „Ride&Charge”. Zakład w Mielcu natomiast projektuje i wytwarza przyrządy dla przemysłu lotniczego, motoryzacyjnego oraz zbrojeniowego.
ECE opracowuje kompleksowe projekty wszystkich rodzajów pojazdów szynowych, zapewnia oprzyrządowanie produkcyjne do zaprojektowanych pojazdów oraz przygotowuje kompletną dokumentację taboru wymaganą prawnie. Wydzielony w 2012 dział lotniczy biura zajmuje się, w zakresie badawczo-rozwojowym, projektowaniem struktur lotniczych oraz analizami konstrukcji i przepływów, a także projektuje oprzyrządowanie do produkcji dla lotnictwa oraz programuje maszyny numeryczne. Część motoryzacyjna obejmuje kompleksowe projektowanie pojazdów oraz ich podzespołów i detali, a ponadto maszyn, urządzeń, linii produkcyjnych i stacji pomiarowych.
EC Engineering jest polskim autoryzowanym przedstawicielem producentów oprogramowania symulacyjnego CAE. W ramach przedstawicielstwa zapewnia pomoc techniczną i organizuje szkolenia.

## Wyniki finansowe
Przychody EC Engineering w 2015 r. wyniosły 50,5 mln zł. Kapitał zakładowy przedsiębiorstwa wynosi 1 005 000 zł.

## Konferencje i targi

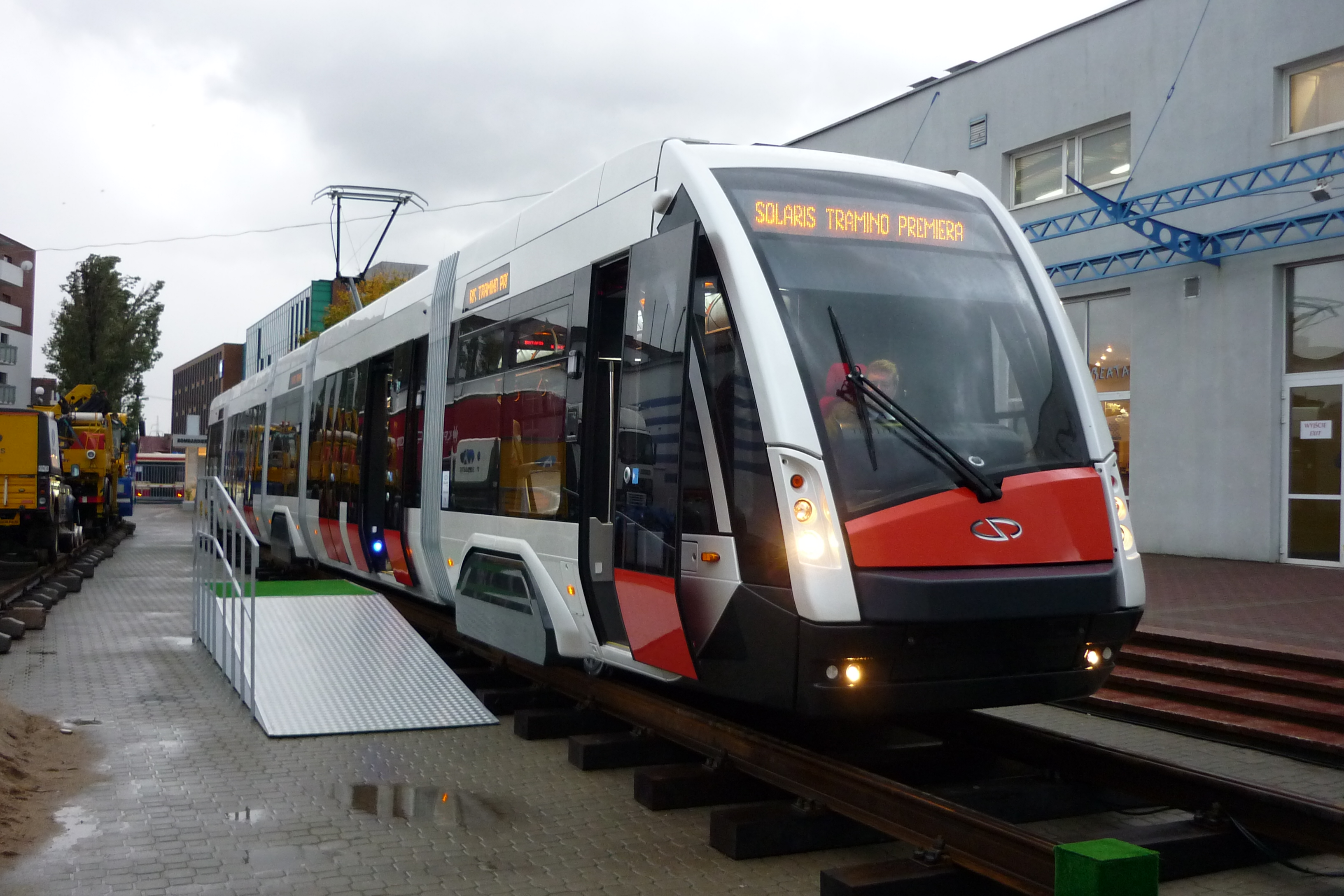
S100 Tramino na Trako 2009

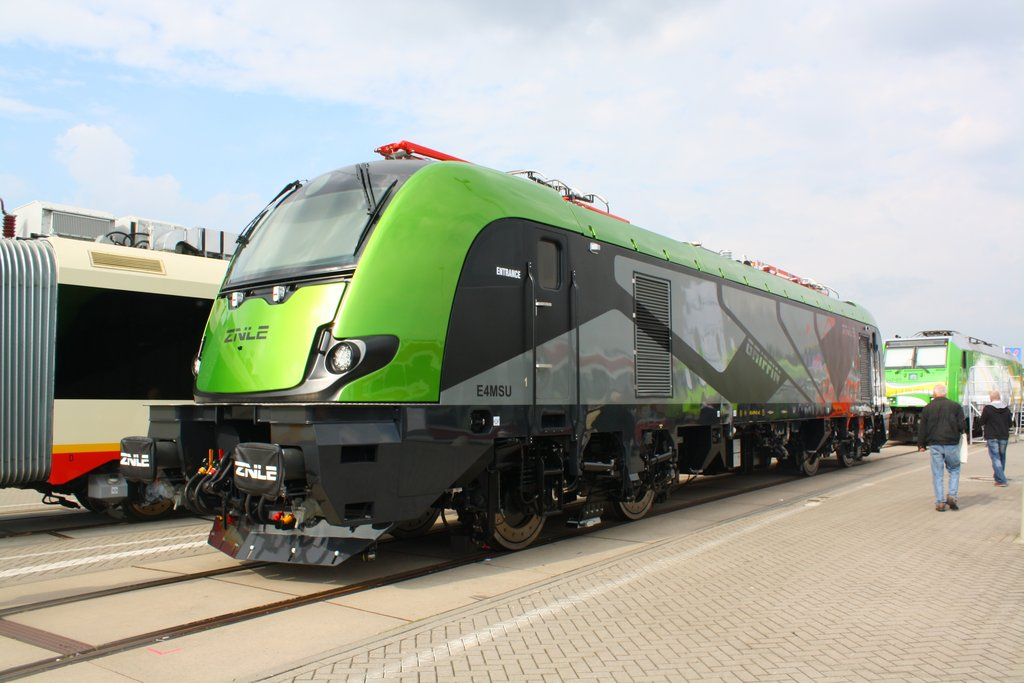
E4MSU Griffin na InnoTrans 2012

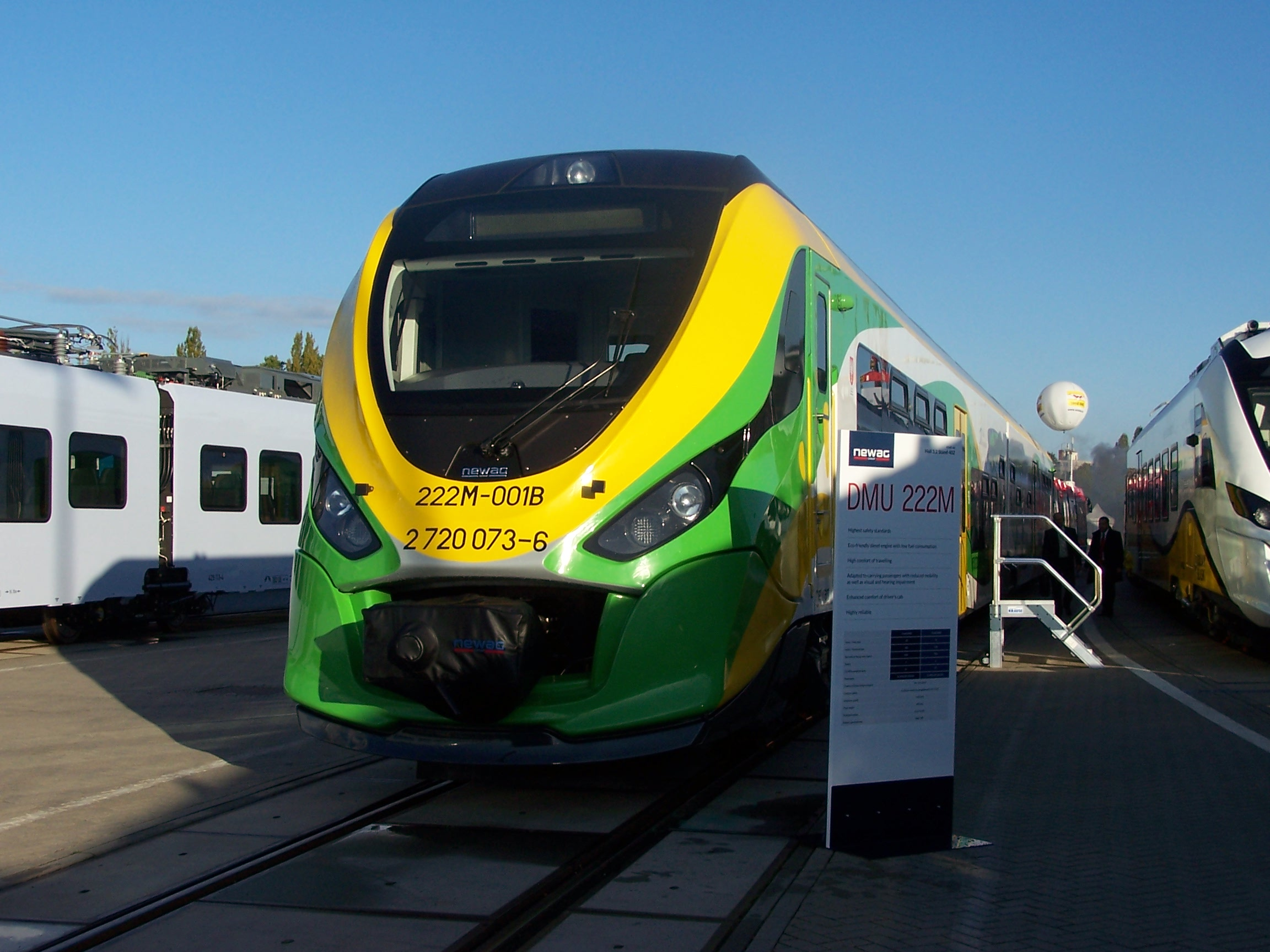
222M na InnoTrans 2014

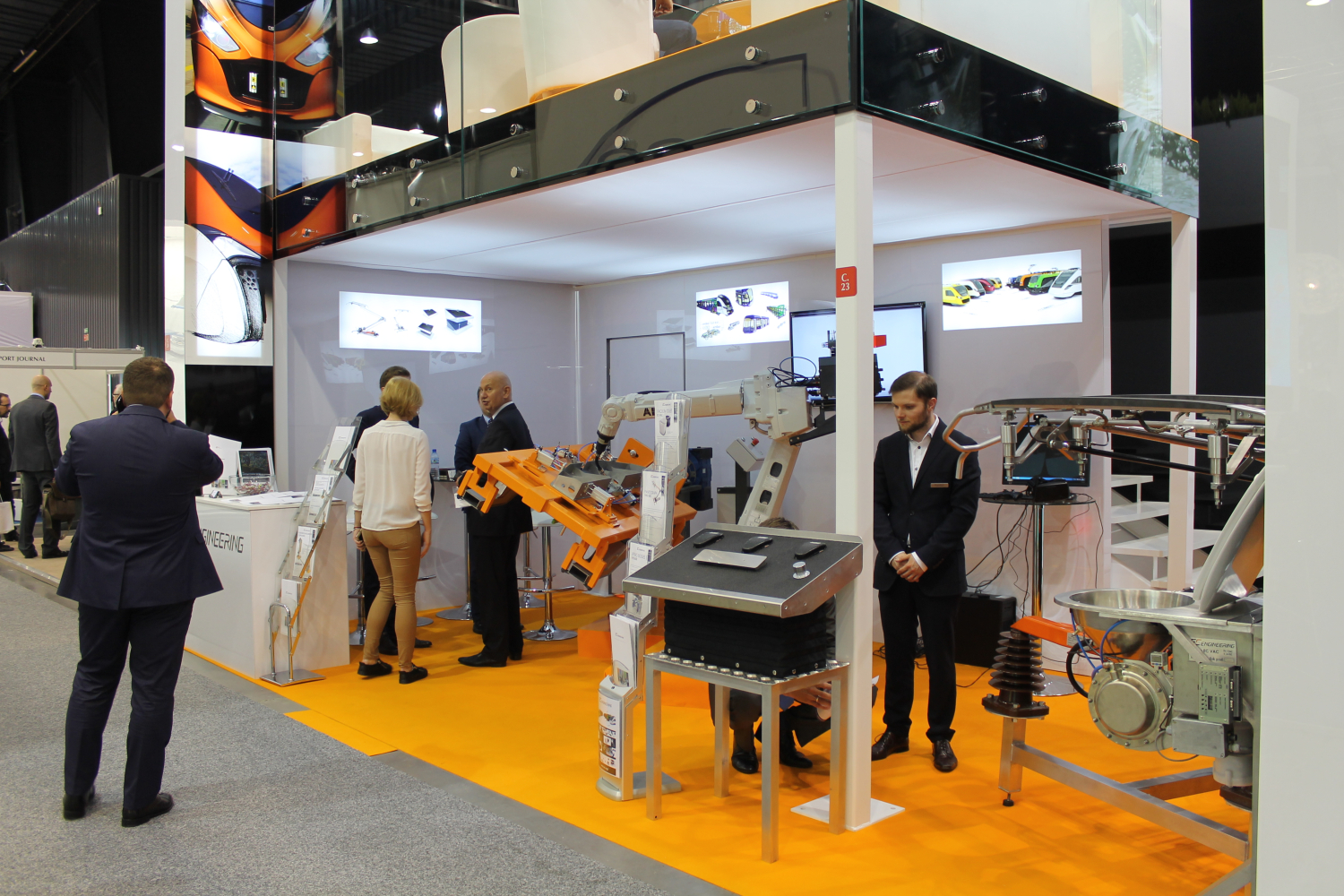
Stoisko EC Engineering na Trako 2015

EC Engineering bierze udział w różnych konferencjach i samemu organizuje wydarzenia tego rodzaju. Przedsiębiorstwo jest również obecne na targach lotniczych oraz kolejowych, podczas których na własnych stoiskach prezentuje swoją ofertę i produkty, natomiast przez producentów taboru wystawiane są pojazdy zaprojektowane przez biuro.
| Rok  | Targi                                 | Miejsce   | Stoiska EC Engineering | Produkty EC Engineering                                   | Pojazdy zaprojektowane przez EC Engineering                                                                              |               |
| ---- | ------------------------------------- | --------- | ---------------------- | --------------------------------------------------------- | --- | ------------- |
| 2005 | Trako                                 | Gdańsk    | 1                      | brak                                                      | 14WE (prod. Newag) SA108 Regio Tramp (prod. ZNTK Poznań)                                                                 | [ 11 ] [ 80 ] |
| 2006 | InnoTrans                             | Berlin    | brak                   | brak                                                      | 121N Tramicus (prod. Pesa)                                                                                               | [ 81 ]        |
| 2007 | Trako                                 | Gdańsk    | 1                      | brak                                                      | 311D (mod. Newag) | [ 82 ] [ 83 ] |
| 2008 | InnoTrans                             | Berlin    | 1                      | brak                                                      | 19WE (prod. Newag) 311D (mod. Newag) 122N Tramicus (prod. Pesa)                                                          | [ 15 ]        |
| 2009 | Trako                                 | Gdańsk    | brak                   | brak                                                      | E6ACT Dragon (prod. Newag Gliwice) S100 Tramino (prod. Solaris) 158A (prod. HCP-FPS)                                     | [ 84 ] [ 19 ] |
| 2010 | InnoTrans                             | Berlin    | 2                      | pantograf 160EC                                           | E6ACT Dragon (prod. Newag Gliwice) 221M (prod. Newag) S100 Tramino (prod. Solaris) makieta Zefiro 380 (prod. Bombardier) | [ 79 ] [ 22 ] |
| 2011 | International Rail Transit Exhibition | Szanghaj  | 1                      | brak                                                      | brak | [ 85 ]        |
| 2011 | Trako                                 | Gdańsk    | brak                   | brak                                                      | E6ACT Dragon (prod. Newag Gliwice) SA137 (prod. Newag) 134Ac (mod. Newag)                                                | [ 86 ] [ 19 ] |
| 2012 | Czech Raildays                        | Ostrawa   | 1                      | pantograf 160EC pantograf 70EC                            | brak | [ 87 ] [ 88 ] |
| 2012 | InnoTrans                             | Berlin    | 2                      | pantograf 160EC pantograf 70EC toaleta EC-VAC             | 35WE Impuls (prod. Newag) 16D (mod. Newag) E4MSU Griffin (prod. Newag Gliwice)                                           | [ 89 ] [ 90 ] |
| 2013 | Trako                                 | Gdańsk    | brak                   | brak                                                      | 31WE Impuls (prod. Newag) ST48 (mod. Newag) E4MSU Griffin (prod. Newag Gliwice)                                          | [ 91 ]        |
| 2014 | Eurasia Rail                          | Stambuł   | 1                      | brak                                                      | brak | [ 92 ]        |
| 2014 | InnoTrans                             | Berlin    | 1                      | brak danych                                               | 222M (prod. Newag) E6ACT Dragon (prod. Newag Gliwice)                                                                    | [ 93 ] [ 94 ] |
| 2014 | NT Expo                               | São Paulo | 1                      | pantograf 200EC toaleta EC-VAC                            | brak | [ 95 ]        |
| 2015 | Trako                                 | Gdańsk    | 1                      | pantograf 200EC toaleta EC-VAC podnóżek P400 rampa ECL900 | E6ACT Dragon (prod. Newag) S111o Tramino (prod. Solaris)                                                                 | [ 96 ] [ 46 ] |
| 2016 | InnoTrans                             | Berlin    | 1                      |                                                           | | [ 97 ]        |

## Współpraca z oświatą i nauką
Biuro współpracuje z Akademią Górniczo-Hutniczą. Realizuje z tą uczelnią różne projekty oraz prowadzi na niej zajęcia mające na celu ukazanie bardziej przemysłowej strony zagadnień inżynierskich. Większość zatrudnionych w ECE to absolwenci AGH.
Przedsiębiorstwo uczestniczy w różnych projektach badawczych i rozwojowych, które są dofinansowywane m.in. przez Unię Europejską i Narodowe Centrum Badań i Rozwoju.
| Początek realizacji | Zakończenie realizacji | Nazwa lub przedmiot projektu | Wartość w zł | Dofinansowanie w zł |                 |
| ------------------- | ---------------------- | --- | ------------ | ------------------- | --------------- |
| 8 listopada 2006    | 31 października 2011   | Opracowanie projektu, wykonanie prototypu oraz wdrażanie produkcji seryjnej nowej polskiej lokomotywy elektrycznej do przewozów towarowych                                               | 20 760 000   | 5 353 250           | [ 100 ]         |
| 10 sierpnia 2009    | 10 listopada 2009      | Wsparcie działań eksportowych EC Engineering poprzez przygotowanie planu rozwoju eksportu                                                                                                | 12 200       | 8000                | [ 101 ] [ 102 ] |
| 1 lutego 2010       | 30 września 2012       | Estomad (stworzenie narzędzi i metodologii wspomagających producentów maszyn w procesie projektowania)                                                                                   |              |                     | [ 103 ] [ 104 ] |
| 1 lipca 2010        | 30 czerwca 2012        | Wdrożenie planu rozwoju eksportu przez EC Engineering Sp. z o.o. | 114 448      | 57 224              | [ 101 ] [ 102 ] |
| 12 listopada 2010   | 11 listopada 2013      | Advanced Simulation Methodologies for Chassis & Suspension Engineering: Optimizing Driving Dynamics of Intelligent Vehicles                                                              | 2 250 500    | 1 350 300           | [ 105 ] [ 106 ] |
| 17 lipca 2012       | 13 grudnia 2014        | Promocja usług EC Engineering na targach krokiem do eksportu | 373 551      | 227 775             | [ 107 ] [ 102 ] |
| 1 kwietnia 2014     | 30 września 2016       | Prace B+R nad opracowaniem innowacyjnych systemów odbierania prądu do pojazdów z napędem elektrycznym                                                                                    | 6 051 588    | 2 481 940           | [ 47 ]          |
| 1 czerwca 2014      | 31 grudnia 2015        | Opracowanie prototypu wieloosiowego pozycjonera spawalniczego wyposażonego w system wizualizacji procesu                                                                                 | 2 283 063    | 880 862             | [ 108 ] [ 102 ] |
| 1 marca 2016        | 30 kwietnia 2019       | Opracowanie innowacyjnych przegubów międzyczłonowych o unikalnej lżejszej konstrukcji pochłaniającej energię zderzenia dla zapewnienia bezpieczeństwa pasażerów w transporcie publicznym | 12 553 825   | 6 140 947           | [ 109 ]         |

## Nagrody i wyróżnienia
- 2005 – wyróżnienie w zorganizowanym podczas targów Trako konkursie im. Ernesta Malinowskiego za projekt EZT typu 14WE[80].
- 2009 – nagroda główna w zorganizowanym podczas targów Trako konkursie Lokomotywy Rynku Kolejowego za innowacyjne działania w zakresie projektowania taboru szynowego, zaawansowane technologicznie rozwiązania software i ścisłą współpracę ze środowiskiem naukowym[110].
- 2012 – 73. miejsce w rankingu Gazele Biznesu opracowanym przez Puls Biznesu[39].
- 2012 – wyróżnienie w rankingu Skrzydła Biznesu opracowanym przez „Dziennik Gazetę Prawną”[111].
- 2012 – Certyfikat Wiarygodności Biznesowej nadany przez Dun & Bradstreet Poland za najwyższą ocenę stabilności przedsiębiorstwa[112].
- 2013 – 5. miejsce w Polsce[113] i 1. miejsce w województwie małopolskim w rankingu Diamenty Forbesa w kategorii przedsiębiorstw o poziomie przychodów 5–50 mln zł[114].
- 2013 – Certyfikat Wiarygodności Biznesowej nadany przez Dun & Bradstreet Poland za najwyższą ocenę stabilności przedsiębiorstwa[115].
- 2014 – 58. miejsce w województwie małopolskim w rankingu Diamenty Forbesa w kategorii przedsiębiorstw o poziomie przychodów 5–50 mln zł[116].
- 2014 – Certyfikat Wiarygodności Biznesowej nadany przez Dun & Bradstreet Poland za najwyższą ocenę stabilności przedsiębiorstwa[115].
- 2015 – wyróżnienie w zorganizowanym podczas targów Trako konkursie SITK o nagrodę im. Czesława Jaworskiego za pantograf kolejowy typu 200EC[117].
- 2021 – 1. miejsce w konkursie Technovation Award[118]